# خالد بن طلال بن عبد العزيز آل سعود
خالد بن طلال بن عبد العزيز آل سعود (مواليد 10 يناير 1962) هو الابن الثالث للأمير طلال بن عبد العزيز آل سعود وشقيق الأمير الوليد بن طلال بن عبد العزيز آل سعود وعضو من أعضاء هيئة البيعة. ووالدتهُ هي الأميرة منى بنت رياض الصلح ابنة الزعيم اللبناني رياض الصلح.

## الحياة المُبكّرة
وُلد خالد بن طلال بن عبد العزيز آل سعود في العاشر من يناير عام 1962 من الأميرة اللبنانية منى الصلح ابنة رياض الصلح أوّل رئيس وزراء لدولة لبنان. في عام 1988؛ تزوّج خالد من الجازي بنت سعود بن عبد العزيز آل سعود في الرياض عاصِمة المملكة العربية السعودية. شغل الأمير السعودي عددًا من المناصِب بما في ذلك منصبهُ كرئيسٍ سابقٍ لنادي الهلال للكرة الطائرة كما يُعدّ مالك شركة سوليدرتي للتأمين وَعضو مجلس إدارة شركة أهل.
لدى خالد بن طلال عددٌ من الأبناء وعلى رأسِهم الوليد بن خالد بن طلال آل سعود الذي تعرّض لحادثٍ مروري عام 2005 تسبّبَ في دخولهِ في غيبوبة طويلة حيثُ ظلّ طوالَ عقدٍ من الزمن تقريبًا مُستلقيًا في المستشفى التخصصي بالرياض قبل أن يُنقل إلى منزله في أوائل عام 2016، ولقبه المجتمع والعامة بـ «الأمير النائم». عند سؤال خالد بن طلال عن السببِ الحقيقي وراء عدم قيامه برفع الأجهزة الطبيّة عن ابنه الوليد بن خالد قالَ «أنَّ اقتناعه التام أن الله عز وجل قد كتب لهُ عمرًا جديدًا بعد الحادث الأليم، ولو أراد كان توفاه بعد الحادث»، وقال والد الأمير النائم حينذاك على حسابه الرسمي في موقع تويتر: «سألني شخصٌ ما، لماذا لا تسحب الأجهزة عن ابنك؟ فأجبته: إذا كانت مشيئةُ الله أن يتوفَّاه في الحادث لكان ابني في قبره، لا يحتاج لمساعدتي الآن بشفائه أو ببقائه على حاله أو بوفاته، وأنا صابر وراض ومطمئن بما قدره الله ومتوكل عليه جلت قدرته، فمن حفظ روحه كل هذه السنوات قادر سبحانه أن يشفيه ويعافيه.»

## الاعتقال
في ديسمبر 2017؛ قُبض على خالد بن طلال لمعارضته قرار الحكومة بإلغاءِ الشرطة الدينية الإسلامية. بعد ما يقرب من عام؛ وبالتحديدِ في شهر نوفمبر من عام 2018 أُعلن عن إطلاق سراحه. أفادت بعض المصادر الإعلاميّة أنه قد أُعيد اعتقال الأمير خالد بعد شهرٍ من إطلاق سراحه وبعدَ 4 أيام فقط من وفاة والده ثمّ أُطلق سراحه فيما بعد.

## الحياة الخاصّة
تزوّج خالد بن طلال من الأميرة الجازي بنت سعود بن عبد العزيز آل سعود وله منها أربعة أبناء هم:
الوليد بن خالد بن طلال آل سعود
سعود بن خالد بن طلال آل سعود. متزوج من كريمة صاحب السمو الملكي الأمير عبد العزيز بن عبد الله بن سعود بن عبد العزيز آل سعود
محمد بن خالد بن طلال آل سعود
نوف بنت خالد بن طلال آل سعود